# Djupsjön (Frostvikens socken, Jämtland)
Djupsjön är en sjö i Strömsunds kommun i Jämtland och ingår i Ångermanälvens huvudavrinningsområde. Sjön har en area på 0,511 kvadratkilometer och ligger 603,1 meter över havet. Sjön avvattnas av vattendraget Gatojaurbäcken.

## Delavrinningsområde
Djupsjön ingår i det delavrinningsområde (720293-143147) som SMHI kallar för Utloppet av Djupsjön. Medelhöjden är 659 meter över havet och ytan är 5,95 kvadratkilometer. Räknas de 3 avrinningsområdena uppströms in blir den ackumulerade arean 12,76 kvadratkilometer. Gatojaurbäcken som avvattnar avrinningsområdet har biflödesordning 3, vilket innebär att vattnet flödar genom totalt 3 vattendrag innan det når havet efter 332 kilometer. Avrinningsområdet består mestadels av skog (55 procent), sankmarker (17 procent) och kalfjäll (18 procent). Avrinningsområdet har 0,58 kvadratkilometer vattenytor vilket ger det en sjöprocent på 9,7 procent.